# Semiorcos
Los semiorcos son raza ficticia perteneciente al legendarium del escritor británico J. R. R. Tolkien, y que aparecen en la novela El Señor de los Anillos.
Fueron creados por el mago Saruman como agentes en las tierras de Arnor y posiblemente también en Rohan y entre los dunlendinos de las Tierras Brunas, con los que probablemente compartían sangre. Llamados también Orcos de la Mano Blanca, símbolo de Saruman que llevaban en sus ropajes y armaduras.
Por su sangre humana, eran menos toscos que los orcos. Podrían haber existido, según están descritos en la obra, dos tipos de semiorcos, el primero sería fácilmente confundible con los hombres, solo que serían de mente oscura y carácter mezquino, los otros serían más como los orcos, solo que más altos y proporcionados. 
Saruman utilizaría a los primeros como agentes y espías, caso por ejemplo de Bill Helechal al que se describe como "menos similar a los orcos que los que participan en la batalla de Cuernavilla", y a los segundos como combatientes.
Participaron en las Batallas de los Vados del Isen y en la Batalla del Abismo de Helm junto con orcos comunes, dunlendinos y uruk-hai. Si bien allí son llamados "orco hombres" y "hombres bestiales".
Por último los pudo haber existido del primer tipo, entre los rufianes de Zarquino (Saruman) invadiendo la comarca y siendo expulsados por los hobbits, describiéndose a varios de los rufianes como "similares a grandes orcos".
Existen dudas sobre si el grupo que mató a Boromir y secuestró a los hobbits Merry y Pippin estaba compuesto por uruk-hai o semiorcos, ya que se les describe como armados con armas humanas (arcos largos y espadas de hoja recta) y más proporcionados que los uruk-hai llegados de Mordor, armados con cimitarras y puñales.